# François Edmond Fontaine
Pour les articles homonymes, voir Fontaine.
François Edmond  Fontaine, est né à Paris, le 5 août 1847 et mort au combat à Tamsui, le 8 octobre 1884 à la bataille de Tamsui sur l'île de Formose, en Chine, est un officier de la Marine française

## Biographie
Entré dans la Marine au Borda II,  le 1er octobre 1864, il est aspirant à l'arsenal de Toulon le 2 octobre 1867, puis affecté en 1868 à bord de la frégate à voiles Néréide, sous les ordres du capitaine de frégate Pierre Pierre (1827-1883). Promu enseigne de vaisseau le 2 octobre 1869, il fait partie de l'Escadre d'évolutions à bord du cuirassé Magenta. En 1870-1872 il est versé à bord de l'aviso à roues Casabianca dans la Division navale des Antilles et de l'Amérique du Nord, puis à Cayenne. En 1873 il est nommé sur le transport Corrèze à Toulon. En 1874 il est à Lorient à la Division des équipages de la flotte, puis à bord du cuirassé Thétis en 1875 sous le commandement du commandant Émile Zédé (1827-1900) à l'escadre d'évolutions.  En 1877 il est à bord du croiseur Cassard, stationné en Algérie. Lieutenant de vaisseau le 1er décembre 1877.,
De retour à Toulon il est nommé Second à bord de la canonnière l' Hyène, le 1er janvier 1879 sous le commandement du commandant Louis Dufresne de La Chauvinière (1835-1904).
De 1879 à 1881 il est à la Division de Lorient puis de 1882 à 1883 à la Division navale du Levant sur La Galissonnière, cuirassé, qui en 1884 passe dans la Division navale des mers de Chine et du Japon. 
C'est à la suite de l'embuscade de Bac Le, sur la route de Lang-Son au Tonkin où les Français subirent un échec le 24 juin 1884 face aux troupes chinoises alors que la Chine s'était engagée à retirer ses troupes. Paris adressa à la Chine un ultimatum et décida de montrer sa détermination. Le 1er juillet 1884 l'escadre des mers de Chine et du Japon est placée sous le commandement de l'amiral Amédée Courbet (1827-1885), qui le 19 juillet 1884 mouille avec dix bâtiments dans la rivière Min à une vingtaine de kilomètres de la mer afin d'assurer un blocus rapproché qui provoqua le bataille de Fuzhou. Les ultimatums du gouvernement français restant sans réponse, l'autorisation d'ouvrir le feu fut reçu le 22 août 1884. Entre les 23 et 29 août, la flotte française coula 22 navires chinois ; bombarda l'arsenal, détruisant fort et casemates le long de la rivière Min, forçant les passages de Mingan et de Kim Pay pour se retrouver en mer libre.
Au matin du 5 août, s'engage la campagne de Keelung après le rejet de l'ultimatum français par les Chinois de leur remettre leurs défenses côtières, La Galissonnière, le Villars et le Lutin engagent et mettent hors de service les trois batteries côtières de Keelung. Dans l'après-midi, l'amiral Lespès met à terre un bataillon de l'infanterie de marine pour occuper Keelung et les mines de charbon de Pei-tao, mais l'arrivée de nombreuses troupes chinoises menées par Liu Ming-ch'uan oblige les Français à battre en retraite et à réembarquer le 6 août. Les pertes humaines françaises dans cette opération infructueuse sont de 2 morts et 11 blessées. Les Chinois ont subi des pertes manifestement plus lourdes. 
L'amiral Courbet dispose d'un corps expéditionnaire de 2 000 hommes : le régiment de marche du lieutenant-colonel Bertaux-Levillain formé de trois bataillons de l'infanterie de marine et de trois batteries d'artillerie. Le 1er octobre, les marsouins prennent le port. Incapable d'avancer au-delà de cette tête de pont, ils doivent faire face à la contre-attaque, à l'intérieur de Keelung, menée par des forces chinoises supérieures en nombres commandées par le commissaire impérial Liu Ming-ch'uan.
La flotte française détruit la forteresse d’Ershawan qui garde le port et s'empare de la ville. Les troupes sont débarquées afin de marcher sur Taipei. Mais Liu Mingchuan, qui dirige la défense de l’île, recrute des aborigènes pour grossir ses forces composées de soldats chinois afin de repousser le corps expéditionnaire français mené par le colonel Jacques Duchesne. Lors de la bataille de Tamsui, Edmond Fontaine reçoit le commandement de la compagnie de débarquement du cuirassé La Galissonnière, il est blessé dès le début des combats, et deux hommes le portèrent mais furent attrapés par des Chinois et tués immédiatement, le 8 octobre 1884 pendant cette guerre franco-chinoise, et leur tête fut promenée au bout d'une pique dans la ville par les Chinois. La flotte française est repoussée, pendant que les Qing immobilisent l’armée à Keelung. Après huit mois de campagne, les Français abandonnent la place.

## Avancement
- 1874 - Fusilier marin
- 1875 - École de tir
- 2 octobre 1867 - Aspirant 1ère Classe
- 2 octobre 1869 - Enseigne de vaisseau (EV)
- 1er décembre 1877 - Lieutenant de vaisseau (LV)

## Décorations
- Chevalier de la Légion d'honneur par décret du 18 janvier 1881

## Hommages
- La Marine nationale française a donné son nom à un torpilleur : l'Edmond Fontaine en 1886.